# O.B.F. Sound System
O.B.F. (Original Bass Foundation) est un Sound System français fondé en 2002 et ayant son siège à Genève, en Suisse. Les membres originaux du groupe sont Rico, Operator G et Stef, auxquels se sont joints divers artistes, DJs, producteurs et ingénieurs du son tout au long de ses vingt ans d'histoire. Sa musique est influencée par le reggae jamaïcain, le dub britannique des années 1990 et la musique urbaine, parfois même du grime ou de la steppa,. Ses paroles sont écrites principalement en anglais, parfois en français ou en espagnol, et ont une composante protestataire et activiste,.

## Biographie
Le groupe est né lorsque ses membres ont commencé à organiser des free parties dans un squat appelé « California ». Leur promoteur était Asher Selector, une figure importante de la scène musicale genevoise, qui leur fit découvrir les classiques du reggae jamaïcain : The Congos, Gladiators, Gregory Isaacs ou Jah Shaka. Le système de sonorisation Sound System, composé de haut-parleurs, s'est développé au fur et à mesure de ces soirées. Plus tard, ils ont joué dans une salle underground appelée Le Goulet, là où commence les influences du soundsystem britannique. Au début, dans l'an 2000, Rico était le sélecteur, et déjà à partir de 2002, il a commencé à créer ses propres sons.
À partir de 2006, le groupe organise les soirées Dubquake à Genève,.
En 2013, O.B.F. crée son label Dubquake Records et produit l'artiste Weeding Dub. Puis ils sortent leur premier single Wicked Haffi Run et l'EP System Ruff / Stop Them.
En 2014, le groupe crée le label O.B.F. Records[réf. souhaitée], qui publie du reggae indépendant et du dub expérimental.
En 2014 sort le premier album Wild, un des meilleurs albums de l'année selon Télérama.
En 2018 voit le jour avec Charlie P l'album Ghetto Cycle et le groupe réalise une tournée au Brésil, ce qui donne lieu à la mixtape Sao Paulo Raw Vibes avec les artistes locaux. D'autres mixtapes sortent cette année-là avec le projet The A1 Crew réunissant Sr Wilson, Charlie P et Shanti D sur A1 Mixtape qui remporte le prix de la meilleure mixtape de l'année pour les Victoires du reggae (organisées par Reggae.fr). Le sound system produit également un mix d'une heure pour le magazine Trax.
En 2020 le groupe produit l'album Signz en s'entourant d'une quinzaine d'invités, notamment jamaïcains et espagnols comme Jah Mason ou Belén Natalí,.
Lava, sorti en novembre 2022 est classé dans le top 5 des albums de reggae-dub de l'année par Télérama. Pour le magazine, le producteur "se réinvente en proposant un audacieux cocktail de reggae, rub-a-dub, dubstep, afro-trap et électro."
La même année, Dubquake Records sort le documentaire Ina Vanguard Style, en hommage à Iration Steppas, un Sound System de la ville de Leeds qui fut leur protégé. Rico a mentionné dans plusieurs interviews son intérêt en participer au mouvement sonidero, phénomène contre-culturel mexicain en plein essor,.

## Membres
- Rico : DJ et producteur
- Stef : manager et organisatrice
- Operator G : opérateur du système de son
- MC's : Charlie P, Shanti D, Sr. Wilson, etc.

## Albums
- 2014 : Wild
- 2018 : Ghetto cycle
- 2020 : Signz
- 2022 : Lava
- 2024 : Revelation Time (O.B.F & IRATION STEPPAS)

## EP
- O.B.F feat Charlie P[19]

## Mixtapes
- 2018 : Sao Paulo Raw Vibes
- 2018 : A1 Mixtape
- 2023 : MIXXTAPE